# William Bezerra
William Fernando Souza Bezerra, também conhecido como William Thompson (Palmeira dos Índios, 20 de setembro de 1984), é um pugilista brasileiro da categoria cruzador. É o atual campeão Fedelatin pela WBA. 
Em 2013, William Bezerra se classificou entre os 15 melhores boxeadores do mundo pela WBA. Alguns de seus títulos conquistados são: Campeão do "Mundo Hispano" pela WBC, Campeão Fedebol WBA, Campeão "Inter American Latino", Campeão IBA "Iberian Latino American", Campeão sul-americano, Campeão WBU International e Campeão Internacional IBA e Brasileiro na categoria cruzador.
William iniciou sua carreira profissional em 2010.

## Cartel profissional
| Date | Títulos profissionais                       | Defesas de títulos |
| ---- | ------------------------------------------- | ------------------ |
| 2012 | WBA Fedelatin Cruzador Título               | 0                  |
| 2012 | WBF Mecorsul Cruzador Título                | 3                  |
| 2012 | IBA Internacional Cruzador Título           | 3                  |
| 2011 | WBA Fedebol Cruzador Título                 | 0                  |
| 2011 | WBU International Cruzador Título           | 4                  |
| 2011 | IBA Iberian Latino American Cruzador Título | 6                  |
| 2011 | WBC Mundo Hispano Cruzador Título           | 0                  |
| 2011 | IAL Inter-American Latino Cruzador Título   | 9                  |
| 2011 | S A B P U V South American Cruzador Título  | 15                 |
| 2011 | Brazileiro Cruzador Título                  | 16                 |
| 2010 | Sao Paulo State Cruzador Título             | 8                  |

| 44 Vitórias (43 Nocautes), 0 Derrotas, 0 Empates |        |                                     |       |              |            |                                                                                | |
| Resultado                                        | Cartel | Adversário                          | Final | Round, Tempo | Data       | Local                                                                          | Observações |
| Vitória                                          | 44-0   | Francisco Marcelo Duarte Sobrinho   | TKO   | 1 (10), 0:59 | 2016-03-19 | Ginásio Astros do Ringue, Villa Carrão, São Paulo, Brasil                      | Título Brasileiro Cruzador versão CBBP, Francisco Marcelo Duarte Sobrinho vai para baixo uma vezes no 1º round 0:15 segundos. |
| Vitória                                          | 43-0   | Romildo Dos Santos                  | KO    | 1 (10), 1:19 | 2015-07-17 | Ginásio Astros do Ringue, Villa Carrão, São Paulo, Brasil                      | Título Sul-Americano Cruzador Sul-Americano de Boxe na versão profissional União Versão S.A.B.P.U.V, Romildo Dos Santos vai para baixo uma vezes no 1º round. |
| Vitória                                          | 42-0   | Curtis Reed                         | KO    | 3 (08), 2:40 | 2015-04-25 | Parkersburg Hugh School, Memorial Field House,Parkersburg, West Virgínia, USA  | Curtis Reed vai para baixo duas vezes no 1º round & no 2° round novamente. |
| Vitória                                          | 41-0   | Austreberto Perez Maranon           | TKO   | 6 (10), 2:44 | 2015-02-01 | Gimnasio Oscar 'Tigre' García, Baja California,Ensenada Mexico                 | Austreberto Perez Maranon vai para baixo no 4º round. |
| Vitória                                          | 40-0   | Mauricio Bueno de Morais            | KO    | 1 (12), 2:36 | 2014-08-09 | Ginásio Municipal de Esporte Luiz Fragossa, Villa Patriarca, São Paulo, Brasil | Titulo International Boxing Council Inter-Continental Cruizador, Mauricio Bueno de Morais vai para baixo duas vezes no 1º round. |
| Vitória                                          | 39-0   | Ricardo Augusto Souza               | KO    | 1 (10), 1:56 | 2014-07-26 | Ginásio Astros do Ringue, Villa Carrão, São Paulo, Brasil                      | Ricardo Augusto Souza vai para baixo duas vezes no 1º round. |
| Vitória                                          | 38-0   | Austreberto Perez Maranon           | TKO   | 3 (10), 2:09 | 2014-03-20 | Centro Polidesportivo Lapaz, Baja California Sur, Mexico                       | Austreberto Perez Maranon vai para baixo no 1º round. |
| Vitória                                          | 37-0   | Eduardo Jesus Oscar Rojas           | KO    | 2 (10), 2:09 | 2013-11-09 | Associaçâo Casa da Criança,Santos, São Paulo, Brasil                           | Eduardo Jesus Oscar Rojas vai para baixo no 2º round. |
| Vitória                                          | 36-0   | Ricardo Augusto Souza               | TKO   | 1 (08), 1:23 | 2013-09-22 | Associação Punhos de Ouro,Santos, São Paulo, Brasil                            | Ricardo Augusto Souza vai duas vezes para baixo no 1º round. |
| Vitória                                          | 35-0   | Jose Robson Dos Santos              | KO    | 6 (11), 2:25 | 2013-06-09 | Chacara Nanolo Delgado,Araras, São Paulo, Brasil                               | Título WBC Fedelatin Cruzador, Jose Robson Dos Santos vai para baixo no 2º round & no 4º round. |
| Vitória                                          | 34-0   | Ricardo Augusto Souza               | KO    | 4 (10), 1:50 | 2012-12-22 | Clube de Esportes Tradicional Zona Leste, São Paulo, Brasil                    | Título Brazileiro Cruzador, Ricardo Augusto Souza vai para baixo no 3º round. |
| Vitória                                          | 33-0   | Joselito Dos Santos Santana         | KO    | 8 (10), 2:09 | 2012-07-21 | Ginásio Poliesportivo João Carlos Azevedo, São Gonçalo, Rio de Janeiro, Brasil | Título Brazileiro Cruzador, Título Sul-Americano Cruzador, Joselito dos Santos Santana vai para baixo no 3º round e vai novamente para a lona no 6º round |
| Vitória                                          | 32-0   | Manoel Rodrigues de Souza           | TKO   | 6 (12), 2:16 | 2012-06-28 | Chacara Nanolo Delgado, Araras, São Paulo, Brasil                              | TÍtulo WBA Fedelatin Cruzador Título, Manoel Rodrigues de Souza vai para baixo no 2º round e vai novamente para baixo no 5º round |
| Vitória                                          | 31-0   | Reinaldo Albuquerque de Lima        | KO    | 1 (12), 1:32 | 2012-05-27 | Chacara Nanolo Delgado, Araras, São Paulo, Brasil                              | TÍtulo WBU Internacional Cruzador Título, Título Brasileiro Cruzador versão ANB, CBBP TÍtulo Inter America Latino Cruzador, Título Sul-Americano Cruzador Sul-Americano de Boxe na versão profissional União Versão S.A.B.P.U.V, WBF Título Mercosul Cruzador, Reinaldo Albuquerque de Lima vai para baixo duas vezes |
| Vitória                                          | 30-0   | Fernando de Oliveira                | KO    | 1 (12), 2:49 | 2012-04-29 | Chacara Nanolo Delgado, Araras, São Paulo, Brasil                              | TÍtulo WBU Internacional Cruzador Título, Título Brasileiro Cruzador versão ANB, CBBP Título Inter America Latino Cruzador, Título Sul-Americano Cruzador Sul-Americano de Boxe na versão profissional União Versão S.A.B.P.U.V, WBF TÍtulo Mecorsul Cruzador                                                         |
| Vitória                                          | 29-0   | Dadilson Dos Santos                 | KO    | 1 (12), 1:23 | 2012-03-31 | Ginasio Poliesportivo João Carlos Azevedo, São Gonçalo, Rio de Janeiro, Brazil | TÍtulo WBU Internacional Cruzador Título, Título Brasileiro Cruzador versão ANB, CBBP Título Inter America Latino Cruzador, Título Sul-Americano Cruzador Sul-Americano de Boxe na versão profissional União Versão S.A.B.P.U.V, WBF Título Mercosul Cruzador                                                         |
| Vitória                                          | 28-0   | Manoel Rodrigues de Souza           | KO    | 5 (12), 0:45 | 2012-02-21 | Clube de Esporte José Lacerda Guimarães, Araras, Sao Paulo, Brazil             | Título WBU Internacional Cruzador Título, Título Brasileiro Cruzador versão ANB, CBBP Título Inter America Latino Cruzador, Título Sul-Americano Cruzador Sul-Americano de Boxe na versão profissional União Versão S.A.B.P.U.V, WBF Título Mercosul Cruzador                                                         |
| Vitória                                          | 27-0   | Ricardo Augusto Souza               | KO    | 2 (12), 2:17 | 2012-01-29 | Clube Desportivo Marciel Cerdam, Duque de Caxias, Rio de Janeiro, Brazil       | Título IBA Internacional Cruzador Título, Título Brasileiro Cruzador versão ANB, CBBP Título Inter América Latino Cruzador, Título Sul-Amaricano Cruzador Sul-Americano de Boxe na versão profissional União Versão S.A.B.P.U.V                                                                                       |
| Vitória                                          | 26-0   | Joilson Morais da Silva             | KO    | 3 (09), 1:37 | 2011-12-28 | Ginásio Municipal de Esporte Luiz Fragossa, Vila Anastácio, São Paulo, Brazil  | TÍtulo WBA Fedebol Cruzador Título, Título Brasileiro Cruzador versão ANB |
| Vitória                                          | 25-0   | José Augusto dos Santos             | KO    | 6 (12), 1:28 | 2011-11-26 | Ginásio Municipal de Esporte Luiz Fragossa, Vila Anastácio, São Paulo, Brazil  | Título WBU International Cruzador TÍtulo IBA Iberian Latino American Cruzador, TÍtulo Sul Americano Cruzador, Título Inter America Latino Cruzador, Sul-Americano de Boxe na versão profissional União Versão S.A.B.P.U.V                                                                                             |
| Vitória                                          | 24-0   | Ernesto Gonzalez Carnesse           | KO    | 8 (12), 1:45 | 2011-10-15 | Clube de Esportes Vila Rica, São Paulo, São Paulo, Brazil                      | Título IBA Iberian Latino American Cruzador, Título Sul-Americano Cruzador, Título Inter America Latino Cruzador, Sul-Americano de Boxe na versão profissional União Versão S.A.B.P.U.V |
| Vitória                                          | 23-0   | Genival Galvão                      | KO    | 1 (12), 1:14 | 2011-08-20 | Ginásio de Esporte Ângelo Campos Ferro, São Mateus, São Paulo, Brasil          | TÍtulo IBA Iberian Latino American Cruzador, Título Sul-Americano Cruzador, Título Inter America Latino Cruzador, Sul-Americano de Boxe na versão profissional União Versão S.A.B.P.U.V |
| Vitória                                          | 22-0   | Francisco de Assis                  | KO    | 3 (12), 1:46 | 2011-06-18 | Clube de Esporte João Antônio Alvis, Casa Verde, São Paulo, Brasil             | Título Sul-Americano Cruzador Sul-Americano de Boxe na versão profissional União Versão S.A.B.P.U.V, Francisco de Assis vai para baixo uma vezes no 2º round. |
| Vitória                                          | 21-0   | Ernesto Carnesse Gonzalez           | KO    | 1 (12), 1:04 | 2011-05-07 | Ginásio de Esporte RTG Gabriel Pinheiros, São Mateus, São Paulo, Brasil        | TÍtulo WBC Mundo Hispano Cruzador, Título Sul-Americano Cruzador, Título Inter America Latino Cruzador, Sul-Americano de Boxe na versão profissional União Versão S.A.B.P.U.V |
| Vitória                                          | 20-0   | Dadison Santos Santana              | KO    | 1 (12), 2:51 | 2011-04-09 | Clube Municipal de Esporte São Vitor, Vila Dalva, São Paulo, Brasil            | Título Brasileiro Cruzador , Título Sul-Americano Cruzador, Título Inter America Latino Cruzador, Sul-Americano de Boxe na versão profissional União Versão S.A.B.P.U.V |
| Vitória                                          | 19-0   | Josemar dos Santos                  | KO    | 3 (12), 1:41 | 2011-03-26 | Ginásio de Esporte Paulo Villela, Parque Bristo, São Paulo, Brasil             | Título Sul-Americano Cruzador, Título Inter America Latino Cruzador, Título Brasileiro Cruzador Versão FNBPB, Sul-Americano de Boxe na versão profissional União Versão S.A.B.P.U.V |
| Vitória                                          | 18-0   | Vanderlei de Oliveira               | KO    | 1 (12), 2:01 | 2011-02-19 | Ginásio de Esporte Paulo Villela, Parque Bristo, São Paulo, Brasil             | Título Sul-Americano Cruzador, Título Inter America Latino Cruzador, Título Brasileiro Cruzador Versão FNBPB, Sul-Americano de Boxe na versão profissional União Versão S.A.B.P.U.V |
| Vitória                                          | 17-0   | José dos Santos Augusto             | KO    | 2 (12), 0:48 | 2011-01-15 | Ginásio de Esporte Paulo Villela, Parque Bristo, São Paulo, Brasil             | Título Sul-Americano Cruzador, Título Inter America Latino Cruzador, Sul-Americano de Boxe na versão profissional União Versão S.A.B.P.U.V |
| Vitória                                          | 16-0   | Fernando Oliveira                   | KO    | 1 (10), 2:59 | 2010-11-26 | Ginásio de Esporte Manoel Lúcio, Duque de Caxias, Rio de Janeiro, Brasil       | TÍítulo Brasileiro Cruzador Versão FNBPB |
| Vitória                                          | 15-0   | Hierro Salcedo                      | DQ    | 12 (12),     | 2010-11-02 | Ginásio de Esporte Sergio Augusto Riole, Porto Velho, Rondônia, Brasil         | Título Sul-Americano Cruzador, Sul-Americana de Boxe na versão profissional União. Versão S.A.B.P.U.V |
| Vitória                                          | 14-0   | Claudio Marcelo Quirino de Oliveira | TKO   | 2 (10), 0:56 | 2010-10-23 | Ginásio Jose Pizarro, Monte Alto, São Paulo, Brasil                            | Título Brasileiro Cruzador versão FNBPB |
| Vitória                                          | 13-0   | Ernesto Gonzalez Carnesse           | KO    | 2 (12), 2:27 | 2010-10-09 | Ginásio HBG Arruda, Soares, Porto União, Santa Catarina, Brasil                | Vago Título Sul Americano Cruzador, Sul-Americana de Boxe na Versão Professional União. Versão S.A.B.P.U.V |
| Vitória                                          | 12-0   | Adilson Cardoso                     | KO    | 3 (10), 0:47 | 2010-09-25 | Ginásio José Pizarro, Monte Alto, São Paulo, Brasil                            | Título Interino Brasileiro Cruzador versão FNBPB Adilson Cardoso recebe uma contagem de pé no 1 ª round e para baixo nos rounds 2 e 3 |
| Vitória                                          | 11-0   | Carlos Henrique Randy               | KO    | 2 (6), 0:47  | 2010-09-15 | Ginásio José Pizarro, Monte Alto, São Paulo, Brazil                            | Randy recebe uma contagem de pé no primeiro round e para baixo uma vez na 2 ª ronda |
| Vitória                                          | 10-0   | Joé Augusto dos Santos              | RTD   | 2 (10), 0:01 | 2010-09-05 | Arena Arizona, São Paulo, São Paulo, Brazil, São Paulo                         | Título Interino Brasileiro Cruzador Versão FNBPB |
| Vitória                                          | 9-0    | Josemar dos Santos                  | KO    | 2 (10), 1:25 | 2010-08-26 | Arena Arizona, São Paulo, São Paulo, Brazil, São Paulo                         | TÍtulo Interino Brasileiro Cruzador versão FNBPB |
| Vitória                                          | 8-0    | Vanderlei de Oliveira               | TKO   | 1 (6), 2:45  | 2010-08-14 | Ginásio Romeu Gomes, Rio de Janeiro, Rio de Janeiro, Brazil                    | Vanderlei de Oliveira toma um golpe e vai para baixo uma vez, o juiz abre contagem |
| Vitória                                          | 7-0    | Leonardo de Moura                   | KO    | 1 (8), 2:53  | 2010-08-07 | Ginásio Arthur de Mendonça Chaves, Poços de Caldas, Minas Gerais, Brazil       | |
| Vitória                                          | 6-0    | Adilson Cardoso                     | TKO   | 2 (8), 1:33  | 2010-07-24 | Arena Arizona, São Paulo, São Paulo, Brazil, São Paulo                         | Adilson Cardoso recebe uma contagem de pé no 2ª round |
| Vitória                                          | 5-0    | Edmilson Tonacio de Resende         | TKO   | 1 (8), 2:46  | 2010-07-16 | Arena Arizona, São Paulo, São Paulo, Brazil, São Paulo                         | |
| Vitória                                          | 4-0    | Marcelo de Jesus Ribeiro            | KO    | 1 (8), 2:19  | 2004-07-23 | São Paulo                                                                      | |
| Vitória                                          | 3-0    | Maurício Borrero de Oliveira        | TKO   | 1 (6), 1:15  | 2010-06-11 | Arena Arizona, São Paulo, São Paulo, Brazil, São Paulo                         | |
| Vitória                                          | 2-0    | Daniel Teixeira Almeida             | TKO   | 1 (6), 2:54  | 2010-06-06 | Arena Arizona, São Paulo, São Paulo, Brazil, São Paulo                         | |
| Vitória                                          | 1-0    | Leonardo de Moura                   | KO    | 2 (10), 1:31 | 2010-05-08 | Ginasio de Esporte Artur Azavedo Perus, São Paulo, Brazil                      | Título Interino Brasileiro Cruzador versão FNBPB Título Paulista dos peso cruzador boxeador Leonardo vai para baixo no primeiro round e no segundo round vai mais duas vezes para baixo até decretar o nocaute final                                                                                                  |

## Carreira como amador
| Date       | 2004 Campeonato de boxe amador nordeste do Brasil , dos pesos meio-pesados (81 kg.) | Resultados              |
| ---------- | ----------------------------------------------------------------------------------- | ----------------------- |
| 2004-04-10 | Vitor Lorenco                                                                       | Vitória no 2º Round KO  |
| 2004-04-25 | Gabriel Duarte                                                                      | Vitória no 3º Round TKO |
| 2004-05-13 | Reginaldo de Souza Pereira                                                          | Vitória no 1º Round KO  |
| 2004-05-26 | Gustavo Alfoso Mendes                                                               | Vitória no 2º Round TKO |
| 2004-06-11 | Marcos Antonio                                                                      | Vitória no 3º Round KO  |
| 2004-06-23 | Ricardo da Silva Telis                                                              | Vitória no 2º Round TKO |
| 2004-07-12 | Mauricio Gomes semifinal                                                            | Vitória no 3º Round PTS |
| 2004-07-27 | Joao Paulo Soares                                                                   | Vitória no 3º Round PTS |

| William Fernando Souza Bezerra Consagra Campeão Nordeste, Total 08 Vitórias 06 Nocautes 02 por Pontos / Data 2004-07-27 |
| --- |

| Date       | 2005 Campeonato de boxe amador nordeste do Brasil , dos pesos meio-pesados (81 kg.) | Resultados              |
| ---------- | ----------------------------------------------------------------------------------- | ----------------------- |
| 2005-04-08 | Jose Augusto Dos Santos                                                             | Vitória no 3º Round PTS |
| 2005-04-27 | Sergio Aguiar                                                                       | Vitória no 2º Round TKO |
| 2005-05-07 | Luiz Fernando                                                                       | Vitória no 1º Round KO  |
| 2005-05-23 | Pedro Salatiel Duarte                                                               | Vitória no 3º Round PTS |
| 2005-06-09 | Joao Sabino                                                                         | Vitória no 1º Round KO  |
| 2005-06-22 | Francisco Piere Sobrinho                                                            | Vitória no 3º Round KO  |
| 2005-07-10 | Rodoufo Atila                                                                       | Vitória no 3º Round TKO |
| 2005-07-28 | Mauro Aparecido da Siva                                                             | Vitória no 2º Round KO  |
| 2005-08-09 | Temorio Flores semifinal                                                            | Vitória no 3º Round PTS |
| 2005-08-25 | Marcio de Campos                                                                    | Vitória no 1º Round KO  |

| William Fernando Souza Bezerra Consagra Campeão Nordeste, Total 10 Vitórias 07 Nocautes 03 por Pontos / Data 2005-08-25 |
| --- |

| Date       | 2006 Campeonato de boxe amador nordeste do Brasil , Catg dos pesos-pesados (91 kg.) | Resultados              |
| ---------- | ----------------------------------------------------------------------------------- | ----------------------- |
| 2006-04-10 | Goerge de Souza                                                                     | Vitória no 2º Round KO  |
| 2006-04-26 | Henrique Brito Salis                                                                | Vitória no 3º Round TKO |
| 2006-05-12 | Mandoca de Freitas                                                                  | Vitória no 2º Round KO  |
| 2006-05-27 | Victor Abreu                                                                        | Vitória no 3º Round TKO |
| 2006-06-14 | Inacio Leal                                                                         | Vitória no 2º Round KO  |
| 2006-06-25 | Jose Fausto                                                                         | Vitória no 3º Round PTS |
| 2006-07-10 | Antomio Duarte (Pantera)                                                            | Vitória no 2º Round TKO |
| 2006-07-29 | Juares Pasqual                                                                      | Vitória no 3º Round TKO |
| 2006-08-13 | Ademar Martins Garcia semifinal                                                     | Vitória no 1º Round KO  |
| 2006-08-29 | Carlos De Souza                                                                     | Vitória no 2º Round TKO |

| William Fernando Souza Bezerra Consagra Campeão Nordeste, Total 10 Vitórias 09 Nocautes 01 por Pontos / Data 2006-08-29 |
| --- |

| Date       | 2006 Campeonato de boxe amador nordeste do Brasil , Catg dos pesos-pesados (91 kg.) | Resultados              |
| ---------- | ----------------------------------------------------------------------------------- | ----------------------- |
| 2006-10-16 | Joao Henrique Marquis                                                               | Vitória no 3º Round PTS |
| 2006-10-26 | Bemedito Faustino                                                                   | Vitória no 3º Round PTS |
| 2006-11-08 | Carlos De Paulo                                                                     | Vitória no 3º Round TKO |
| 2006-11-19 | Clebe Pareira                                                                       | Vitória no 3º Round PTS |
| 2006-12-08 | Andre Maia semifinal                                                                | Vitória no 3º Round TKO |
| 2006-12-27 | Jorge Tavares                                                                       | Vitória no 2º Round TKO |

| William Fernando Souza Bezerra Consagra Campeão Nordeste, Total 06 Vitórias 03 Nocautes 03 por Pontos / Data 2006-12-27 |
| --- |

| Date       | 2007 Campeonato de boxe amador nordeste do Brasil , Catg dos pesos-pesados (91 kg.) | Resultados              |
| ---------- | ----------------------------------------------------------------------------------- | ----------------------- |
| 2007-04-07 | Paulo Humberto                                                                      | Vitória no 2º Round TKO |
| 2007-04-22 | Júlio de Brito                                                                      | Vitória no 1º Round TKO |
| 2007-05-09 | Reinaldo Ferreira                                                                   | Vitória no 2º Round TKO |
| 2007-05-20 | Gilson Soares                                                                       | Vitória no 2º Round TKO |
| 2007-06-10 | José Augusto dos Santos                                                             | Vitória no 3º Round TKO |
| 2007-06-25 | Miguel Prado                                                                        | Vitória no 3º Round TKO |
| 2007-07-09 | Fernando de Costa Mello                                                             | Vitória no 1º Round KO  |
| 2007-07-26 | Robison Angel                                                                       | Vitória no 3º Round PTS |
| 2007-08-05 | Tituliano Radike semifinal                                                          | Vitória no 3º Round TKO |
| 2007-08-26 | Ricardo Butenberges                                                                 | Vitória no 2º Round TKO |

| William Fernando Souza Bezerra Consagra Campeão Nordeste, Total 10 Vitórias 09 Nocautes 01 por Pontos / Data 2007-08-26 |
| --- |